# 拉瑞安工作室
拉瑞安工作室（英語：Larian Studios）是一家比利时电子游戏开发商，由斯温·文克（Swen Vincke）于1996年创立。 工作室主要开发电子角色扮演游戏，以前曾致力于教育游戏和一些赌场游戏。該公司製作的電玩遊戲《柏德之門3》獲得2023年年度游戏大獎。

## 斯温·文克
1996年，斯温·文克创立了拉瑞安工作室。 作为公司的首席设计师，他为拉瑞安早期的所有游戏项目做出了贡献，包括（但不限于）获奖的角色扮演游戏《神界》（2002年）及其续集《神界外傳》（2004年）。
后来他还负责设计《KetnetKick》，一个为佛兰德儿童频道 Ketnet 开发的儿童虚拟世界。 这个虚拟世界后来被其他几个儿童频道采用，如英国的 CBBC 频道（名为《Adventure Rock》）、法国的 Jeunesse TV 频道（名为《Gulliland》）和挪威的 NRK 频道。

## 知名作品
拉瑞安的第一个專案叫做《女士、法师和骑士》。 然而，他们没能获得任何出版商的认可，因为没有人相信他们有创造游戏的能力。 为了证明他们是错误的，拉瑞安在5个月内开发了战略游戏《LED战争》，并于1997年由 Ionos 发行。 因此，《女士、法师和骑士》很快就演变成了拉里安工作室和Attic Entertainment Software的合作项目。 由于两个开发工作室及其出版商之间的各种问题，该项目于1999年被放弃。
2002年，拉瑞安完成了《神界：谎言之剑》的制作，由 CDV 以《神界》为标题发行。 2004年，续作《神界：超越无限》发行了两个版本：标准版由育碧娱乐有限公司出版，豪华版由 MediaMix Benelux 出版，其中包含《神界》、《神界：超越无限》和莱恩娜·普莱契（Rhianna Pratchett）的中篇小说《混沌之子》。
同样在2004年，拉瑞安为Ketnet开发了教育游戏《KetnetKick》，由 Transposia 发行。 在2006年，《神界：超越无限》在育碧旗下的“黄金游戏9”重新发行，该游戏是 6 张发行的DVD中的10款游戏之一。
2008年3月，在线虚拟世界《Adventure Rock》完成并发布。 2008年10月，佛兰德国家广播公司 VRT 发布了《KetnetKick 2》。 2009年3月，法国国家广播频道 Jeunesse TV 发行了《GulliLand》。 2010年1月，拉瑞安在Xbox 360和Windows平台发布了《神界》的续作《神界II：龙裔》。 拉瑞安还制作了《神界II：复仇之炎》，并制作了一个黄金豪华版本《神界II：龙骑士传奇》，包含了《神界II》的所有情节。
2013年8月，拉瑞安发布了《神界：龙之指挥官》，一个混合了神界宇宙中的战略和角色扮演元素的游戏，在《神界》事件发生之前。 这个游戏得到了全面的积极评价，并且由于其新颖的战略方法而获得了关注。
经过几次推迟，拉瑞安于2014年6月发布了《神界：原罪》。 这款游戏的部分资金来源于 Kickstarter 上的一个筹款活动，该活动筹集了超过100万美元的资金，估计有400万美元的预算。 游戏是一个回合制的角色扮演游戏，故事发生在《龙之指挥官》和《神界》之间。2015年10月27日推出了一个增强版，包括所有以前出版的追加下载内容和一些改进。
他们於2017年推出《神界：原罪2》，為《神界：原罪》的续作，也是通过 Kickstarter 筹集资金，在几个小时之内筹集足够的资金创作这款游戏，并实现了所有的延伸目标。 游戏发生在《神界：原罪》事件的1200年后，保留前作中的许多游戏元素。其豐富的遊戲內容與優秀的交互性受到了廣泛好評，並被PC Gamer將這款遊戲選為2017年的「年度遊戲」。
2023年8月，拉瑞安工作室推出他們的最新游戏《柏德之門3》，為柏德之門系列的第三部作品，是一款基於《龍與地下城》的桌上角色扮演遊戲。該遊戲在敘事、玩法和自由度方面得到廣泛好評，獲得空前成功，至2024年3月，遊戲估計已售出了1500萬份，並獲得了2023年度的金搖桿獎、遊戲大獎與Steam大獎的年度最佳遊戲等獎項。

## 游戏开发
- 《女士、法师和骑士》(已取消)[27]
- 《LED战争》(1998)
- 《神界》(2002)
- 《神界：超越无限》(2004)
- 《神界II：龙裔》(2009)
- 《神界II：复仇之炎》(2010)
- 《神界：龙之指挥官》(2013)
- 《神界：原罪》 (2014)
  - 《神界：原罪增强版》(2015)
- 《神界：原罪2》 (2017)
  - 《神界：原罪2 Definitive Edition》(2018)
- 《博德之门III》(2023)

### 教育游戏
- Ketnet Kick (2004)
- Adventure Rock (2008)
- Ketnet Kick 2 (2008)
- GulliLand (2009)